# Riksväg 76
Riksväg 76 är cirka 165 kilometer lång och går mellan Gävle och Norrtälje via Furuvik, Skutskär, Älvkarleby, Karlholm, Skärplinge, Lövstabruk, Östhammar, Harg samt strax väster om Hallstavik.

## Historia
1945–1962 hette vägen Älvkarleby–Östhammar–Norrtälje–Stockholm länsväg 275. En av Sveriges tidiga motorvägar, Danderyd–Ullna, invigdes 1957 längs vägen (idag är detta en del av E18).
1962 bytte länsväg 275 namn till riksväg 76. Under 1970-talet tilldelades vägsträckan Norrtälje–Stockholm namnet E3 (nu E18), och 76:an förkortades och slutar efter det i Norrtälje.
Riksväg 76:s sträckning mellan Gävle och Älvkarleby var fram till 1977 en del av E4 mellan Uppsala och Gävle.
Vägen följer mestadels samma sträckning som på 1940-talet. Undantag med nyare väg är förbifarten förbi Karlholm och sträckan Sonö–Söderby-Karl, som båda fanns på 1960-talet. Några sträckor är breddade och rätade, till exempel delen Österlövsta kyrka/Försäter–Frebbenbo (öster om Lövstabruk), vilken byggdes i början av 1970-talet.
Innan dess gick riksväg 76 rakt genom Lövstabruk längs den historiska bruksgatan.

## Standard
Riksvägen passerar rakt igenom Skutskärs samhälle och har på denna sektion nära Gävle en omfattande pendlingstrafik med många och långa fartbegränsade sträckor.
Mellan Skutskär och Östhammar har vägen en i förhållande till trafikmängden god standard fram till strax öster om Lövstabruk, där en äldre, smalare vägdel med många siktskymmande backkrön tar vid fram till Forsmarks bruk. Vid Forsmark ansluter länsväg 290 till Uppsala via Österbybruk.
Riksväg 76:s fortsättning från Forsmark fram till Östhammar är delvis relativt smal och kurvig med en lång genomfart genom Norrskedika samhälle. Östhammar passeras i stadens utkanter och någon kilometer söder om infartsrondellen till Östhammar ansluter vid Börstils kyrka länsväg 288 till Uppsala via Gimo och Alunda.
Riksväg 76 fortsätter via Hargs bruk söderut mot Hallstavik och Norrtälje genom täta skogsbygder. Vägsträckningen från Östhammar fram till söder om Hallstavik är mestadels mycket smal. Vägstandarden är i långa stycken helt otillräcklig i förhållande till trafikmängden.[källa behövs] Förutom Hargs bruk någon mil söder om Östhammar passeras inga egentliga tätorter förrän vid Skebobruk strax söder om Hallstavik.
Strax söder om Hargs bruk korsar riksväg 76 den relativt nybyggda (1990-talet), väst-östliga länsväg 292-sträckan Gimo-Hargshamn.
Strax utanför Hallstavik - som inte syns från riksvägen - ansluter länsväg AB 1113 (som i Uppsala län övergår i länsväg C 661), en ej nummerskyltad större väst-östlig huvudled till Uppsala via Faringe kyrkby, vilken strax norr om Rasbo ansluter till länsväg 288 mellan Uppsala och Östhammar.
Vid Unungehöjden mellan Skebobruk och Edsbro svänger riksväg 76 vänster i en något märkligt utformad T-korsning med länsväg 280 mot Edsbro.
Efter ytterligare ca sju kilometer är det vid Söderby-Karls kyrka dags för ytterligare en likartad T-korsning med länsväg 283 mot Grisslehamn/Väddö, där trafiken på riksväg 76 mot Norrtälje måste lämna företräde för trafik från Grisslehamn i riktning mot Norrtälje.
Riksväg 76:s fortsättning söderut mot Norrtälje passerar genom mestadels spridd bebyggelse förutom genomfarten vid Estuna kyrkby. Riksvägen är även här relativt smal och kurvig och av sämre standard än trafikmängden egentligen kräver.
Riksvägen fortsätter på en nybyggd förbifart strax väster om Norrtälje innan den i en nybyggd cirkulationsplats vid Norrtäljes södra infart ansluter till E18 mot Stockholm och Kapellskär samt även länsväg 276 mot Åkersberga.

## Planer
I de centrala delarna av Älvkarleby planeras trafiksäkerhetsåtgärder för oskyddade trafikanter. Byggnation pågår och beräknas vara färdigställd augusti 2020.
Mellan Älvkarleby och Skutskär planerar Trafikverket bygget av en ny gång- och cykelväg. Byggstart är planerad till våren 2021.

## Anslutningar och korsningar
|  | Nr  | Namn                    | Skyltning                                              |
|  | --- | ----------------------- | ------------------------------------------------------ |
|  | 197 | Trafikplats Gävle södra | Stockholm Sundsvall; Hedesunda                         |
|  |     | i Gävle                 | Centrum, Sjukhus (Rv 76 svänger)                       |
|  |     | i Gävle                 | Centrum, Bomhus Korsnäs Järnvägsmuseet (Rv 76 svänger) |
|  |     | i Älvkarleby            | Tierp (Rv 76 svänger)                                  |
|  |     | i Forsmark              | Uppsala                                                |
|  |     | vid Östhammar           | Uppsala                                                |
|  |     | nära Hargshamn          | Hargshamn, Söderfors                                   |
|  |     | nära Edsbro             | Uppsala, Stockholm (Rv 76 svänger)                     |
|  |     | i Söderby-Karl          | Grisslehamn (Rv 76 svänger)                            |
|  |     | i Norrtälje             | Vätö, Centrum                                          |
|  |     | i Norrtälje             | Sjukhus                                                |
|  |     | i Norrtälje             | Kapellskär, Åkersberga                                 |
|  | 192 | Trafikplats Norrtälje   | Stockholm, Uppsala; Helsingfors Kapellskär             |